# Liste der Schleusen in der Donau
Die Liste der Schleusen in der Donau führt alle im Jahr 2013 vorhandenen Schleusen (Staustufen) in der Donau.
Die Reihenfolge richtet sich nach der Kilometrierung von der Quelle bis zur Mündung, also hier in Abwärtszählung. Grundlage der Liste ist die Veröffentlichung der Donaukommission.
Neben den Schleusen für große Fracht- oder Passagierschiffe gibt es meistens gesonderte Anlagen für Sportboote. Auch Fischtreppen oder Fischkanäle sind gebaut worden.
| Fotografie                                      | Name der Schleuse                                                            | Land                       | Ort oder Objekt                           | bei km   | Fallhöhe in m | Länge und Breite in m | Anmerkungen | Lage |
| ----------------------------------------------- | ---------------------------------------------------------------------------- | -------------------------- | ----------------------------------------- | -------- | ------------- | --------------------- | --- | ---- |
|                                                 | Bootsschleuse Böfinger Halde                                                 | Deutschland                | Neu-Ulm                                   | 2581,5   |               | 020 04                | Die Schleuse ist mit dem Laufwasserkraftwerk Böfinger Halde verbunden. | Lage |
|                                                 | Bootsschleuse Oberelchingen                                                  | Deutschland                | Elchingen                                 | 2575,058 |               | ca. 20 04             | Die Schleuse ist mit dem Laufwasserkraftwerk Oberelchingen verbunden. | Lage |
|                                                 | Bootsschleuse Leipheim                                                       | Deutschland                | Leipheim                                  | 2568,460 |               | ca. 20 04             | Die Schleuse ist mit dem Laufwasserkraftwerk Leipheim verbunden. | Lage |
|                                                 | Bootsschleuse Günzburg                                                       | Deutschland                | Günzburg                                  | 2562,760 |               | ca. 20 04             | Die Schleuse ist mit dem Laufwasserkraftwerk Günzburg verbunden. | Lage |
|                                                 | Bootsschleuse Offingen                                                       | Deutschland                | Offingen                                  | 2556,370 |               | ca. 20 04             | Die Schleuse ist mit dem Laufwasserkraftwerk Offingen verbunden. | Lage |
|                                                 | Bootsschleuse Gundelfingen                                                   | Deutschland                | Gundelfingen                              | 2551,95  |               | ca. 20 04             | Die Schleuse ist mit dem Laufwasserkraftwerk Gundelfingen verbunden. | Lage |
|                                                 | Bootsschleuse Faimingen                                                      | Deutschland                | Lauingen                                  | 2545,56  |               | ca. 20 04             | Die Schleuse ist mit dem Laufwasserkraftwerk Faimingen verbunden. | Lage |
|                                                 | Bootsschleuse Dillingen                                                      | Deutschland                | Dillingen                                 | 2538,95  |               | ca. 20 04             | Die Schleuse ist mit dem Laufwasserkraftwerk Dillingen verbunden. | Lage |
|                                                 | Bootsschleuse Höchstädt                                                      | Deutschland                | Höchstädt                                 | 2530,810 |               | ca. 20 04             | Die Schleuse ist mit dem Laufwasserkraftwerk Höchstädt verbunden. | Lage |
|                                                 | Bootsschleuse Schwenningen                                                   | Deutschland                | Schwenningen                              | 2522,425 |               | ca. 20 04             | Die Schleuse ist mit dem Laufwasserkraftwerk Schwenningen verbunden. | Lage |
|                                                 | Bootsschleuse Donauwörth                                                     | Deutschland                | Donauwörth                                | 2511,835 |               | ca. 20 04             | Die Schleuse ist mit dem Laufwasserkraftwerk Donauwörth verbunden. | Lage |
|                                                 | Bootsschleuse Bertoldsheim                                                   | Deutschland                | Rennertshofen                             | 2490,2   |               | 22,0 04,0             | Die Schleuse ist mit dem Laufwasserkraftwerk Bertoldsheim verbunden. | Lage |
|                                                 | Bootsschleuse Bittenbrunn                                                    | Deutschland                | Oberhausen                                | 2480,2   |               | 22,0 04,0             | Die Schleuse ist mit dem Laufwasserkraftwerk Bittenbrunn in Neuburg verbunden. | Lage |
|                                                 | Bootsschleuse Bergheim                                                       | Deutschland                | Bergheim                                  | 2469,9   |               | 22,0 04,0             | Die Schleuse ist mit dem Laufwasserkraftwerk Bergheim verbunden. | Lage |
|                                                 | Bootsschleuse Ingolstadt                                                     | Deutschland                | Ingolstadt                                | 2459,2   |               | 22,0 04,0             | Die Schleuse ist mit dem Laufwasserkraftwerk Ingolstadt verbunden. | Lage |
|                                                 | Bootsschleuse Vohburg                                                        | Deutschland                | Vohburg                                   | 2444,1   |               | 22,0 04,0             | Die Schleuse ist mit dem Laufwasserkraftwerk Vohburg verbunden. | Lage |
|                                                 | Schleuse Bad Abbach                                                          | Deutschland                | Bad Abbach                                | 2397,17  | 005,70        | 190 012               | Die Schleuse ist mit dem Laufwasserkraftwerk Bad Abbach im Ortsteil Poikam verbunden. | Lage |
| Schleuse (im Vordergrund zu sehen)              | Schleuse Regensburg                                                          | Deutschland                | Regensburg                                | 2379,68  | 005,20        | 190 012               | Die Schleuse für die Großschifffahrt ist verbunden mit dem Kraftwerk Regensburg. Sie liegt im sogenannten Europakanal und arbeitet funkferngesteuert. Das Bild zeigt die Sportbootschleuse.                                                             | Lage |
|                                                 | Schleuse Geisling                                                            | Deutschland                | Geisling                                  | 2354,29  | 007,30        | 230 024               | Die Schleuse befindet sich auf der nördlichen Donauseite und ist durch eine Insel vom Kraftwerk getrennt. | Lage |
|                                                 | Schleuse Straubing                                                           | Deutschland                | Straubing                                 | 2324,13  | 007,00        | 230 024               | Das zugehörige Kraftwerk Straubing entstand 1992–1994. Die Lage der Schleuse wird unterschiedlich angegeben (sowohl an km 2330 als auch an km 2322), weil hier in der Kilometrierung der Flussgesamtlänge eine Fehlstelle von rund 10 Metern existiert. | Lage |
|                                                 | Schleuse Kachlet                                                             | Deutschland                | Kachlet                                   | 2230,60  | 009,80        | 226 024               | Die Schleuse entstand 1922–1927 zusammen mit dem Kraftwerk Kachlet. | Lage |
|                                                 | Schleuse Jochenstein, 2 Kammern                                              | Deutschland und Österreich | Untergriesbach und Engelhartszell         | 2203,20  | 010,37        | 227 024               | Die Schleuse ist verbunden mit dem Kraftwerk Jochenstein, das eine Leistung von 132 MW bei einem durchschnittlichen Arbeitsvermögen von 850 MWh pro Jahr erzeugen kann.                                                                                 | Lage |
| Die Schleuse ist auf der linken Seite zu sehen. | Schleuse Aschach, 2 Kammern                                                  | Österreich                 | Aschach an der Donau                      | 2162,67  | 016,90        | 230 024               | Das zugehörige Kraftwerk Aschach liefert maximal 290 MW. | Lage |
|                                                 | Schleuse Ottensheim, 2 Kammern                                               | Österreich                 | Zwischen Ottensheim und Wilhering         | 2146,80  | 012,80        | 240 024               | Das zugehörige Kraftwerk Ottensheim-Wilhering liefert maximal 170 MW. | Lage |
|                                                 | Schleuse Abwinden, 2 Kammern                                                 | Österreich                 | Abwinden                                  | 2119,60  | 010,90        | 230 024               | Das zugehörige Wasserkraftwerk liefert maximal 180 MW. | Lage |
|                                                 | Schleuse Wallsee, 2 Kammern                                                  | Österreich                 | Wallsee                                   | 2095,10  | 012,80        | 230 024               | Das zugehörige Wasserkraftwerk liefert maximal 210 MW. Im Vordergrund links ist die Schleuse zu sehen. | Lage |
|                                                 | Schleuse Persenbeug, 2 Kammern                                               | Österreich                 | Persenbeug                                | 2060,42  | 012,30        | 230 024               | Das zugehörige Kraftwerk Ybbs-Persenbeug liefert maximal 190 MW. Es wurde zusammen mit der Schleuse in den 1950er Jahren errichtet. | Lage |
|                                                 | Schleuse Melk, 2 Kammern                                                     | Österreich                 | Melk                                      | 2038,10  | 011,80        | 230 024               | Das zugehörige Kraftwerk Melk liefert maximal 330 MW. Das Bild zeigt die südliche Schleusenkammer von der Bergseite aus mit dem Kloster Melk im Hintergrund.                                                                                            | Lage |
|                                                 | Schleuse Altenwörth, 2 Kammern                                               | Österreich                 | Altenwörth                                | 1980,10  | 016,60        | 230 024               | Das zugehörige Kraftwerk Altenwörth liefert maximal 290 MW. | Lage |
|                                                 | Schleuse Greifenstein, 2 Kammern                                             | Österreich                 | Greifenstein (Gemeinde St. Andrä-Wördern) | 1949,20  | 014,60        | 230 024               | Das zugehörige Kraftwerk Greifenstein liefert maximal 290 MW. | Lage |
|                                                 | Schleuse Freudenau, 2 Kammern                                                | Österreich                 | Freudenau                                 | 1921,05  | 010,60        | 275 024               | Das zugehörige Wasserkraftwerk liefert maximal 280 MW. Mehr als 10.000 Schiffe passieren jährlich die Schleuse. | Lage |
|                                                 | Schleuse zur Abzweigung der Kleinen Donau (Mosoni Duna) vom Donau-Hauptstrom | Slowakei                   | Čunovo                                    | 1853     | 0             |                       | Wasserkraftwerk Čunovo | Lage |
|                                                 | Schleuse Gabčíkovo, 2 Kammern                                                | Slowakei                   | Gabčíkovo                                 | 1819,15  | 020,40        | 280 034               | Das zugehörige Kraftwerk Gabčíkovo liefert maximal 350 MW. | Lage |
|                                                 | Schleuse Đerdap I (Eisernes Tor I) (Doppelschleuse)                          | Serbien Rumänien           | Eisernes Tor (See) (Djerdap)              | 0942,95  | 014,00        | 310 034               | Die beiden Schleusenkammern liegen getrennt voneinander, eine am rumänischen und die andere am serbischen Ufer. Das zugehörige Wasserkraftwerk wurde 1971 in Betrieb genommen.                                                                          | Lage |
|                                                 | Schleuse Đerdap II                                                           | Rumänien                   | Eisernes Tor (See)                        | 0864     | 010,00        | 310 033               | Diese Schleuse ist in einem weiter nördlich liegenden Arm der Donau eingebaut. Hier ist kein weiteres Kraftwerk integriert. | Lage |
|                                                 | Schleuse Đerdap II                                                           | Serbien                    | Eisernes Tor (See)                        | 0863     | 010,00        | 310 033               | Zusammen werden von den Kraftwerken Đerdap I und Đerdap II maximal 2,4 GW erzeugt. | Lage |